# Mala Cerneavka, Rujîn
Mala Cerneavka (în ucraineană Мала Чернявка) este o comună în raionul Rujîn, regiunea Jîtomîr, Ucraina, formată numai din satul de reședință.

## Demografie
Componența lingvistică a comunei Mala Cerneavka
     Ucraineană (98,08%)
     Rusă (1,51%)
     Alte limbi (0,14%)
Conform recensământului din 2001, majoritatea populației comunei Mala Cerneavka era vorbitoare de ucraineană (98,08%), existând în minoritate și vorbitori de rusă (1,51%).

## Legături externe
- pl Czerniawka (1) Mała în Dicționarul geografic al Regatului Poloniei și al altor țări slave, volum I (Aa — Dereneczna) anul 1880